# 飯塚浩一郎
飯塚 浩一郎（いいづか こういちろう、1990年6月15日 - ）は、日本の元サッカー選手、現サッカー指導者。元シンガポール代表コーチ。選手時代のポジションはMF。

## 来歴

### 選手時代
小学生年代から柏レイソルのアカデミーに所属し、高校迄を過ごした。同期に酒井宏樹や指宿洋史、工藤壮人、武富孝介、島川俊郎、仙石廉等がいる黄金世代の一員であった。しかしトップチーム昇格はならず、立命館大学に進学した。大学でもレギュラーを掴み切る事は出来なかったが、一学年上の加藤恒平の影響を受けて海外でのプレーを志すこととなった。
アルゼンチンのCNスポーツでのサッカー留学を経て、2013年にヴィルスリーガのFCダウガヴァに加入した。同年3月30日に初出場を記録した。同年7月17日にはUEFAチャンピオンズリーグ予備予選にも出場した。その後無所属となった。
2014年にOFKアカデミク・スヴィシュトフに加入したが、同年夏に退団した。帰国して柏U-15の練習に参加していたところで才能の差を感じて選手を引退した。

### 指導者時代
選手引退後はそのまま柏レイソルU-15のアシスタントコーチに就任した。その後同U-18のアシスタントコーチを経て、2017年にU-15の監督に就任すると、同年の日本クラブユースサッカー選手権 (U-15)大会で準優勝を記録した。翌年迄柏の下部組織の指導を執った。
2020年にヤング・ライオンズのアシスタントコーチに就任した。2022年4月からは兼任で西ヶ谷隆之率いるシンガポール代表のアシスタントコーチ兼分析官も務めた。双方ともに2023年末を以て退任した。
2024年に冨樫剛一率いる横浜F・マリノスユースのコーチに就任した。

## 所属クラブ
- - 2008年  柏レイソル
- 2009年 - 2012年  立命館大学
- 2013年  FCダウガヴァ
- 2014年  OFKアカデミク・スヴィシュトフ

## 指導歴
- 2014年 - 2018年  柏レイソル
  - 2014年 U-15 アシスタントコーチ
  - 2015年 U-18 アシスタントコーチ
  - 2016年 U-15 コーチ
  - 2017年 - 2018年 U-15 監督
- 2020年 - 2023年  ヤング・ライオンズ アシスタントコーチ
- 2020年4月 - 2023年  シンガポール代表 アシスタントコーチ兼分析官
- 2024年 -  横浜F・マリノスユース コーチ